# Église Saint-Pierre du Favril
 (avril 2020).
Si vous disposez d'ouvrages ou d'articles de référence ou si vous connaissez des sites web de qualité traitant du thème abordé ici, merci de compléter l'article en donnant les références utiles à sa vérifiabilité et en les liant à la section « Notes et références ».
L'église Saint-Pierre du Favril est une église catholique située au Favril, commune du département français d'Eure-et-Loir en région Centre-Val de Loire. Les principales périodes de construction datent des XIIIe, XVIe et XVIIIe.

## Histoire
Un pouillé du diocèse de Chartres, dressé au milieu du XIIIe siècle, mentionne dans le doyenné de Courville, l'église paroissiale du Favril ayant pour patron saint Pierre. Le curé, à la nomination de l'évêque, comptait 56 paroissiens et 15 livres de revenu. Mais ce n'était, à proprement parler, qu'une chapelle qui suffisait au petit nombre des habitants de sa circonscription.
Les hameaux voisins avaient à leur disposition, pour l'exercice du culte, deux autres chapelles situées chacune à deux kilomètres de la première : l'une au hameau de Clémas, sous l'invocation de saint Michel et l'autre dans le bois de la Plesse, près du château, sous l'invocation de saint Jean de la Forêt.
En 1586, la chapelle Saint-Pierre fut refaite ou agrandie et en 1771, on y ajouta une nef avec les débris de la chapelle de Clémas. Différentes dates en consacrent le souvenir. L'entrait au-dessus du maître-autel porte « Maistre Macé Hurtault, curé de Saint-Pierre du Favril 1586 » et celui qui est au-dessus du Christ : « M. Garnier et L. Gaillard 1586 » ; sur l'entrait adossé au lambris de la nef on lit « Rauberd à Putel. M. Paris, curé 1771. »

## Description

### Dimensions
Cette église, située à l'extrémité orientale de la commune, est construite en maçonnerie de cailloux et couverte en tuillers. Les contreforts sont en grison du pays. Sa trop grande longueur comparée à sa largeur en rend l'aspect disgracieux. En voici les dimensions : la nef est divisée en deux parties dont la première a 15 m de long sur 7,80 m de large, la seconde partie, longue de 3,56 m, a 9,90 m de large, le chœur a 5,80 m de largeur et 9,90 m de longueur, et 9,90 m dans la partie qui fait suite au chœur.
La sacristie, construite en hors-d'œuvre au sud, forme un carré de 4,20 m.
Le tambour ou chapiteau qui précède l'entrée de l'église, à l'ouest a 5,85 m de longueur sur 4,87 m de largeur.
La voûte en bois et de forme ogivale, a 9,30 m d'élévation pour la partie de la nef et 11 m pour celle du chœur.
L'intérieur est éclairé par sept fenêtres dont deux de forme ogivale ayant 2 m de large sur 4 m de haut, et cinq de forme plein-cintre ayant 0,70 m de largeur sur 1,45 m de hauteur. Toutes ces fenêtres sont en verre blanc.

### Clocher
Un petit clocher octogone et surmonté d'une croix en fer est construit en bois et couvert en ardoise ; il est établi sur le toit de l'église à peu de distance du pignon ouest : on y accède par une échelle en bois placée à l'intérieur de la nef. Ce clocher renferme deux cloches sur chacune desquelles sont gravées les images de saint Pierre et du Christ accompagnés de deux Madeleine.
Sur la grosse on lit : « L'an 1810, j'ai été bénite et nommée Pierre Joseph Marie par M. Joseph-Yves Edmond Ollivier, curé de cette paroisse, et par dame Marie-Christine Lusurier épouse de M. Jacques-Denis Bréand. MM. Louis Fournier maire ; Louis-Alexandre Perret, adjoint Paul Lagoielle, Mer Louis Leroy Fber ».
La petite porte cette inscription : « L'an 1810, j'ai été bénite par M. Ollivier, curé, et nommée Marie-Louise par Louis-André Fournier, fils du maire, et par Marie-Louise Perret, fille de l'adjoint. M. Étienne Jean François Charles d'Aligre et demoiselle de Pont-Carré, son épouse bienfaiteurs ».
Cette dernière cloche a remplacé celle qui avait été fondue en 1765, et que le creuset révolutionnaire a converti en monnaie, comme tant d'autres : « L'an 1765. Le 19 décembre, nous avons béni la seconde cloche de cette paroisse sous le nom d'Étienne Françoise Madeleine ; qui a eu pour parrain et marraine très haut et très puissant seigneur Mgr Étienne François d'Aligre, chevalier, comte de Maran, seigneur de la rivière, le Favril et la Forêt, du Plessis, de Jaudrais, la Lande, Boislandri, Fretigni et autres lieux, conseiller du Roi en tous ses conseils et second président du parlement, et Mme Françoise Madeleine Talon, son épouse ».

### Intérieur

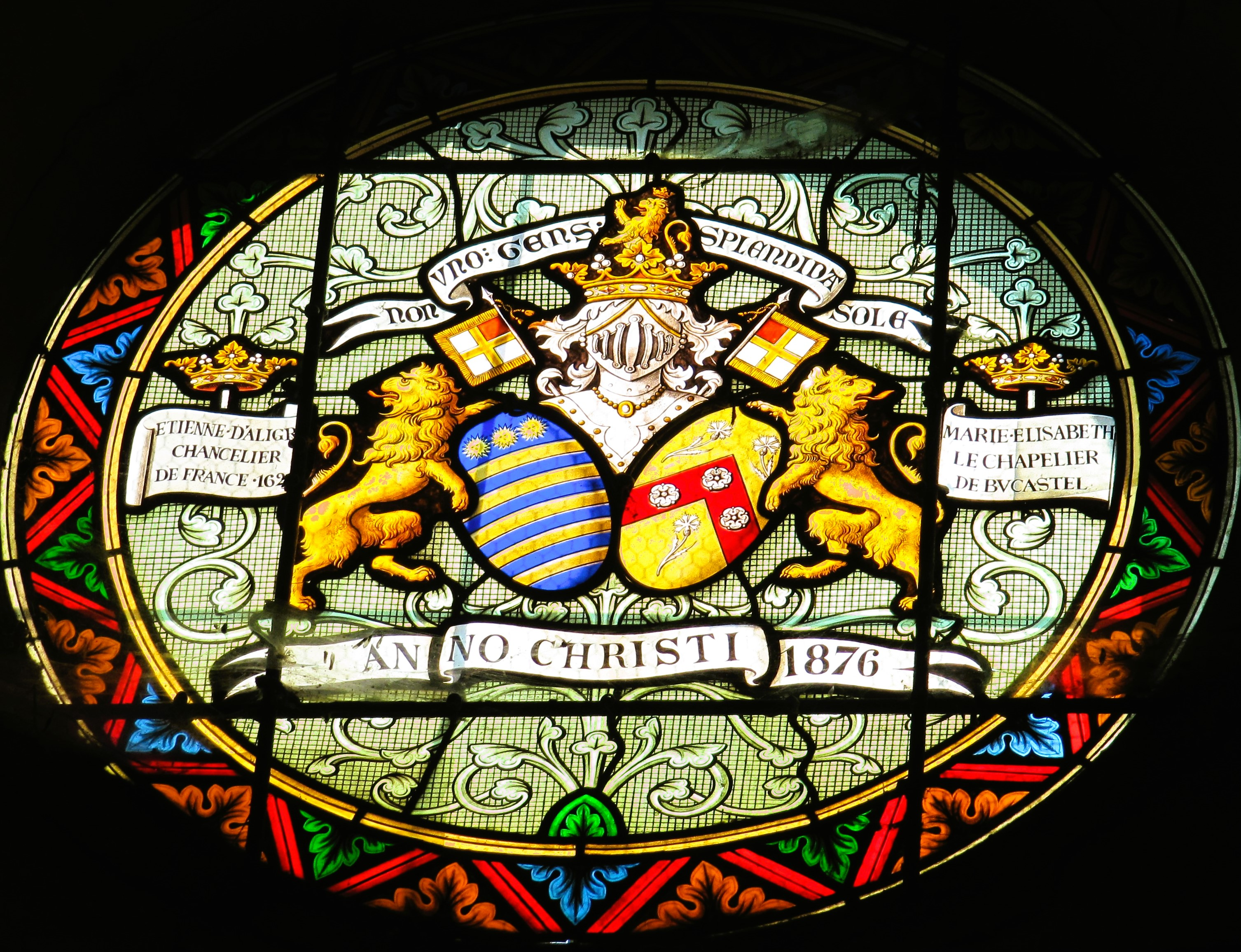
Blason d’Étienne d’Aligre et de sa femme Elizabeth Chapellier sur un vitrail de l’église Saint-Pierre.

La décoration de l'église n'offre rien de particulier ; mais on pourrait, disent les anciens, retrouver sous le badigeonnage des murs, les figures des douze apôtres et les armoiries de la famille d'Aligre.
Nous devons mentionner aussi un tombeau en marbre noir, entouré par une grille de fer et surmontée d'une statue ou renommée en marbre blanc. Sur des plateaux sont représentées les figures des deux personnes qui y sont inhumées. De chaque côté est placée une petite colonne terminée par une boule sur laquelle il y a un cupidon. On y lit cette inscription : « Étienne d'Aligre, chancelier de France, mort le 11 octobre 1635 et Elisabeth le Chapellier, son épouse, morte le 4 octobre 1634 ».
Mais ce ne sont pas les seuls privilégiés qui aient été inhumés dans l'église ; les registres de l'état civil nous fournissent encore d'autres noms.
- 1663 « Maître Pierre Giroust, presbyte, vicaire d'Orrouer » ;
- 1702 « Le 21 septembre, a été inhumée dans l'église du dit lieu haute et puissante dame Marie-Madeleine le Peletier, épouse de haut et puissant seigneur messire Étienne d'Aligre, chevalier, conseiller du Roy en tous ses conseils, président à mortier et seigneur du dit Faveril, La Forest, Clemas et autres lieux, âgée de 32 ans ou environ... » ;
- 1707 « Le 17e jour du mois d'août, a êtes inhume dans cette église, devant l'autel consacre à la vierge, le corps de maître Claude de Grenet, escuyer, sieur de Chastillon, ancien lieutenant-colonel du régiment d'Albigeois, âgé d'environ 50 ans, ayant été trouve mort dans la paroisse de Landelle, de plusieurs coups de fusil » ;
- 1744 Gabriel Le Logeais, vicaire de cette paroisse ;
- 1745 Pierre Carpentier, curé de la paroisse ;
- 1747 Francoys Boivin, curé ;
- 1786 Jean-Andre Paris, curé.

Vers 1817, en réparant l'église, on a découvert deux caveaux dans lesquels on déposait les corps des personnes riches ou de marque. Le dernier qui y fut inhumé en 1745, était un nomme Brebion, fermier de la Hussonnière, hameau de la commune du Favril.

### Vicariat
Par son testament du 1er mai 1721, M. d'Aligre[Lequel ?] avait donné :
- un logement pour un vicaire avec affectation de 300 livres de rente ;
- une maison pour recevoir les malades indigents ;
- 400 livres de rente pour la fabrique.

Ces rentes sont aujourd'hui abolies. Le vicariat qui appartient actuellement à la fabrique, est converti en auberge. À ce sujet, les annales du Favril ont enregistré un souvenir des mauvais jours : en 1793, le jour de Saint-Pierre, fête patronale, quelques citoyens mal intentionnés allèrent chercher le vicaire et le forcèrent à danser avec sa servante. Le malheureux ecclésiastique ne fut pas plutôt libre qu'il disparut et quitta la commune.